# مرتضى الوهاب
السيّد مرتضى محمد آل وهاب الموسوي (1916 - 1 أغسطس 1973) شاعر عراقي في القرن 20. ولد في كربلاء ونشأ بها وأكمل دراسته الابتدائية والمتوسطة فيها، ثم انقطع عن مواصلة دراسته لما كان يقاسيه من شظف العيش. بدأ ينظم الشعر في بواكير حياته، وأخذ ينشره في الصحف والمجلات العراقية. عرف عنه نبوغه في كتابة التأريخ الشعري واشتهر أديباً لامعاً وشاعراً مجدداً. له ديوان شعر وكتاب يوم الغدير. توفي في مسقط رأسه ودفن في العتبة العباسية.

## سيرته
ولد مرتضى بن محمد بن حسين بن حسن ابن محمد علي‌ آل وهاب الموسوي الحائري في كربلاء سنة 1336 هـ/ 1916 م ونشأ بها في احضان والديه وأسرته آل وهاب المعروفة في كربلاء من الأسر العلوية العربية الأصيلة. دخل المدرسة الابتدائية والمتوسطة وحاز شهادتها وارتاد النوادي العلمية والأدبية. بدأ بنظم الشعر في سن مبكر من حياته ونشر في الصحف والمجلات العراقية وله قصائد وتقاريض وتخاميس وتشاطير كثيرة وله باع طويل في نظم التاريخ وعالج في شعره اغراض متنوعة.

توفي في كربلاء في 3 رجب 1393 هـ/1 أغسطس 1973 م ودفن في مقبرة السادة آل خير الدين بالعتبة العباسية.

## من شعره
من شعره بعنوان سهم الهجر:
وقال مؤرخا بناء جامع الكرامة في كربلاء عام 1388 هـ/ 1968 م:

## مؤلفاته
- يوم الغدير
- ديوان شعر